# Якуб Сипек
Якуб Сипек (пол. Jakub Sypek, нар. 7 квітня 2001, Ниса, Польща) — польський футболіст, півзахисник клубу «Відзев».
На правах оренди грає в клубі «Лехія» (Гданськ).

## Ігрова кар'єра

### Клубна
Якуб Сипек є вихованцем футбольної школи клубу «Заглемб'є» (Любін). З 2018 року футболіст виступав за другу команду, а з 2020 року його почали залучати до тренувань з основним складом «Заглемб'є». Перед початком сезону 2021/22 Сипек відправився в оренду у клуб Першої ліги «Гурник» (Польковиці), де виступав до зими 2022 року. 
Провівши в основі «Заглемб'є» лише три гри, по закінченню контракту, влітку 2022 року як вільний агент Сипек перейшов до клубу Екстракласи «Відзев» (Лодзь). Футболіст регулярно з'являлвся в основі але лише двічі він виходив у стартовому складі. Тому перед сезоном 2022/23 було прийняте рішення про його оренду до гданської «Лехії», яка вибула до Першої ліги.

### Збірна
У 2018 році Якуб Сипек провів 2 гри у складі юнацької збірної Польщі (U-18).